# Wastegate

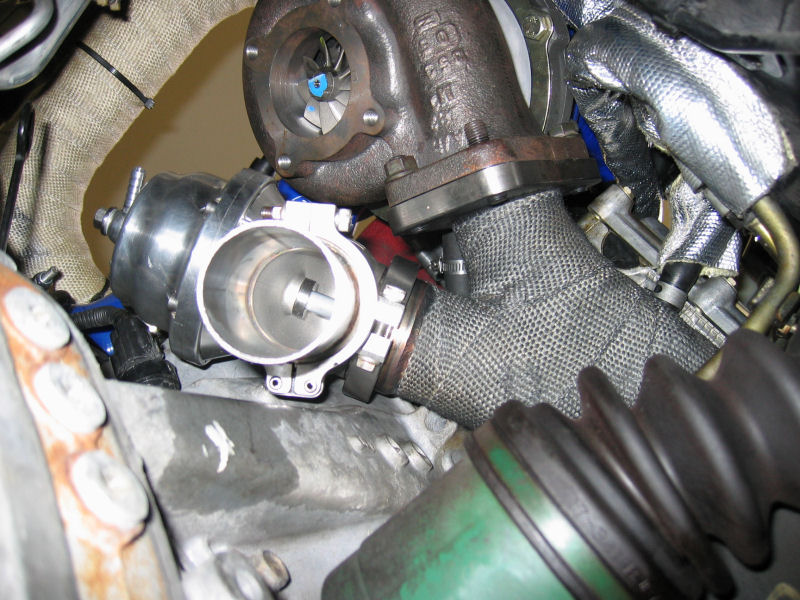

Een wastegate is een klep in de uitlaat van een motor met turbolader, deze klep overbrugt de turbolader en voorkomt dat de turbo te veel druk opbouwt als de motor hoger in toeren komt of zwaarder belast wordt.
Door hogere toeren of hogere belasting van de motor, komt er meer uitlaatgas door de turbolader, waardoor deze sneller gaat draaien en dus meer druk opbouwt in het inlaatspruitstuk. Door hogere druk kan echter pingelen optreden waardoor de druk moet worden beperkt.
De wastegate werd mechanisch bediend, tegenwoordig veelal via een electronic control unit
(ECU). Zodra de turbodruk in de inlaat is opgelopen tot een ingestelde waarde, doorgaans maximaal 1 bar, of zodra pingelen wordt vastgesteld, stuurt de ECU de wastegate open en leidt de uitlaatgassen langs de turbine, in plaats van door de turbine. Op deze manier blijft de draaisnelheid van de turbo (en dus druk in de inlaat) onder controle.
Veel voorkomende problemen veroorzaakt door de wastegate zijn boost creep en boost spikes.
- Boost creep is het oplopen van de inlaatdruk boven de ingestelde waarde en wordt in 99% van de gevallen veroorzaakt door een te kleine of defecte wastegate
- Boost spikes zijn korte piekjes boven de ingestelde waarde van de inlaatdruk en worden veroorzaakt door het niet snel genoeg kunnen openen van de wastegate. Meestal door de lengte of de grote diameter van de aanstuurslangen.